# Alexsander Guedes
Alexsander José Guedes (ur. 10 marca 1973) –  brazylijski judoka.
Uczestnik mistrzostw świata w 1999 i 2005. Startował w Pucharze Świata w 1997, 2000 i 2006. Brązowy medalista igrzysk Ameryki Południowej w 2006. Triumfator igrzysk wojskowych w 1999 i trzeci w 1995. Trzeci na wojskowych MŚ w 1994. Wicemistrz Ameryki Południowej w 2002 roku. 